# トビ
トビ（鳶、鵄、学名: Milvus migrans）は、タカ目タカ科に属する鳥類の一種。トンビとも言う。学名はラテン語で Milvus が「トビ」、migrans が「さまよう」を意味する。

## 分布
ユーラシア大陸からアフリカ大陸、オーストラリアにかけて広く分布しているが、寒冷地のものは冬に暖地へ移動する。生息地は高山から海岸線、農地、都市部までほとんど場所を選ばず、漁港の周辺などは特に生息数が多い。アフリカ大陸に生息するものは、ニシトビとして別種とする見解もある。日本ではもっとも身近な猛禽類である。

## 形態
全長はオスが約59cm、メスが約69cm。タカ科の中では比較的大型であり、カラスより一回り大きい。翼開長は150〜160cmほどになる。体色は褐色と白のまだら模様で、眼の周囲が黒褐色になっている。地上や樹上にいるときは尾羽の中央部が三角形に切れ込んでいるが、飛んでいるときは尾羽の先端が真っ直ぐに揃う個体もいる。また、飛んでいる時は翼下面の先端近くに白い模様が見える。雌雄同色。

## 生態
飛翔
主に上昇気流を利用して輪を描くように滑空し、羽ばたきは少ない。視力が7〜10とも言われ、上空を飛翔しながら餌を探し、餌を見つけるとその場所に急降下して捕らえる。
飛翔中カラスと争う光景をよく見かけるが、トビとカラスは食物が似ており競合関係にあるためと考えられている。特にカラスは近くにトビがいるだけで集団でちょっかいを出したり、追い出したりすることもある。
捕食
腐肉食者であり、動物や魚の死骸を食べるが、カエル、トカゲ、ネズミ、ヘビ、生きた魚などの小動物も捕食する。都市部では生ゴミなども食べ、公園などで弁当の中身をさらうこともある。
餌を確保しやすい場所や上昇気流の発生しやすい場所では多くの個体が飛ぶ姿が見られるが、編隊飛行は少ない。ねぐらなどでは集団で群れを作って寝る事もある。海沿いに生息する個体はカモメの群れと餌を取り合う事もある。
営巣
つがい形成の過程は明らかではない。通常、樹上に営巣するが、断崖の地上に営巣することもある。雌は通常2つの卵を産む。
鳴き声
「ピーヒョロロロロ」という鳴き声はよく知られている。

## 亜種
- 日本に生息するトビは留鳥であるとされる[3][4]。
- ヨーロッパと中央アジアの亜種（M. m. milvus および M. m. lineatus）は渡り鳥で、冬季は南へ渡りを行う。
- アフリカの亜種（M. m. parasitus）とインドの亜種（M. m. govinda、Pariah Kite）およびオーストラリアの亜種（M. m. affinis、Fork-tailed Kite）は留鳥。

## 日本人との関係

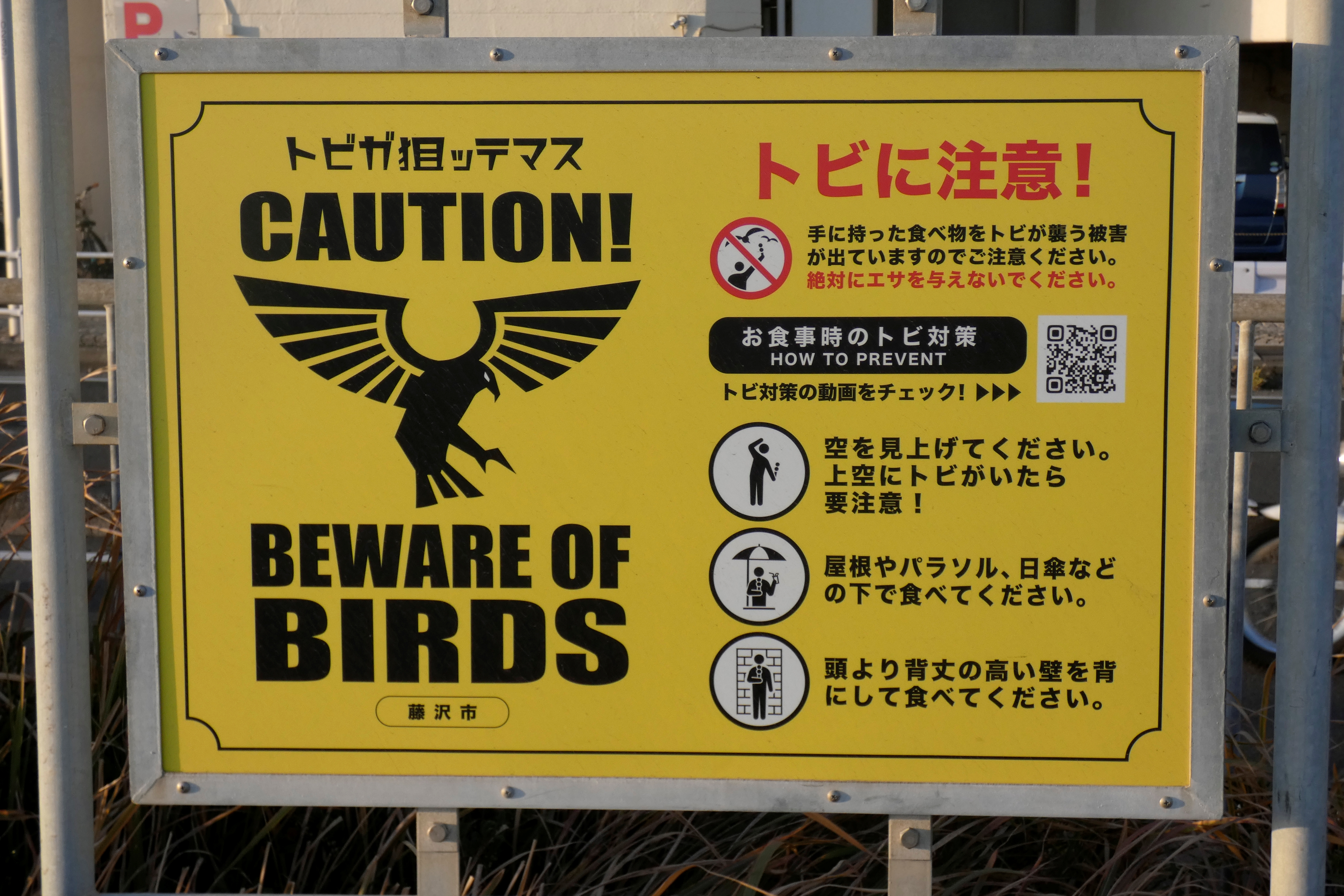
トビ注意看板

本来トビは、警戒心が強く人間には近寄らない生態である。しかし、トビに食べ物を与えた事や人が多い環境にも生息している事も重なり、人間やその環境に慣れてしまっている個体も多く存在する。「鳶に油揚げをさらわれる」のことわざがある通り、隙を狙って人間が手に持っている食べ物などまで飛びかかって奪うことがあり、最近このような事例が増えて問題となっている。
国土交通省による航空機のバードストライクに関する検討委員会は、トビをバードストライクを招きかねない「問題鳥種」の一つとしている。

## 日本文化
トビは日本においてはごく身近な猛禽であり、大柄で目立つ上、その鳴き声がよく響くことから親しまれている。童謡の『トンビ』や三橋美智也の『夕焼けとんび』に見られるように夕焼け空でピーヒョロヒョロという鳴く、との印象がある。またアニメ『いなかっぺ大将』のオープニングテーマ曲『大ちゃん数え唄』は、テレビ放映時には前奏の前にトビの鳴き声が挿入されている。
他方、他のタカ類に比べ、残飯や死骸をあさるなど狩猟に頼らない面があることから、勇猛な鳥との印象が少なく、いわばタカ類の中では一段低い印象もある。ことわざの「鳶が鷹を産む」はこのような印象に基づき、平凡な親から優れた子が生まれることをこう言う。
大豊神社では火難除けとして愛宕社前に狛鳶の像が置かれている。
トビに関する日本の伝説としては、『日本書紀』の金鵄がある。金色のトビが神武天皇の前に降り立ち、その身から発する光で長髄彦率いる敵軍の目を眩ませ、神武天皇の軍勢に勝利をもたらしたという伝説である。金鵄勲章の由来となった。
トビに関係する語
- 鳶色（トビの羽の色に似た暗い茶褐色）

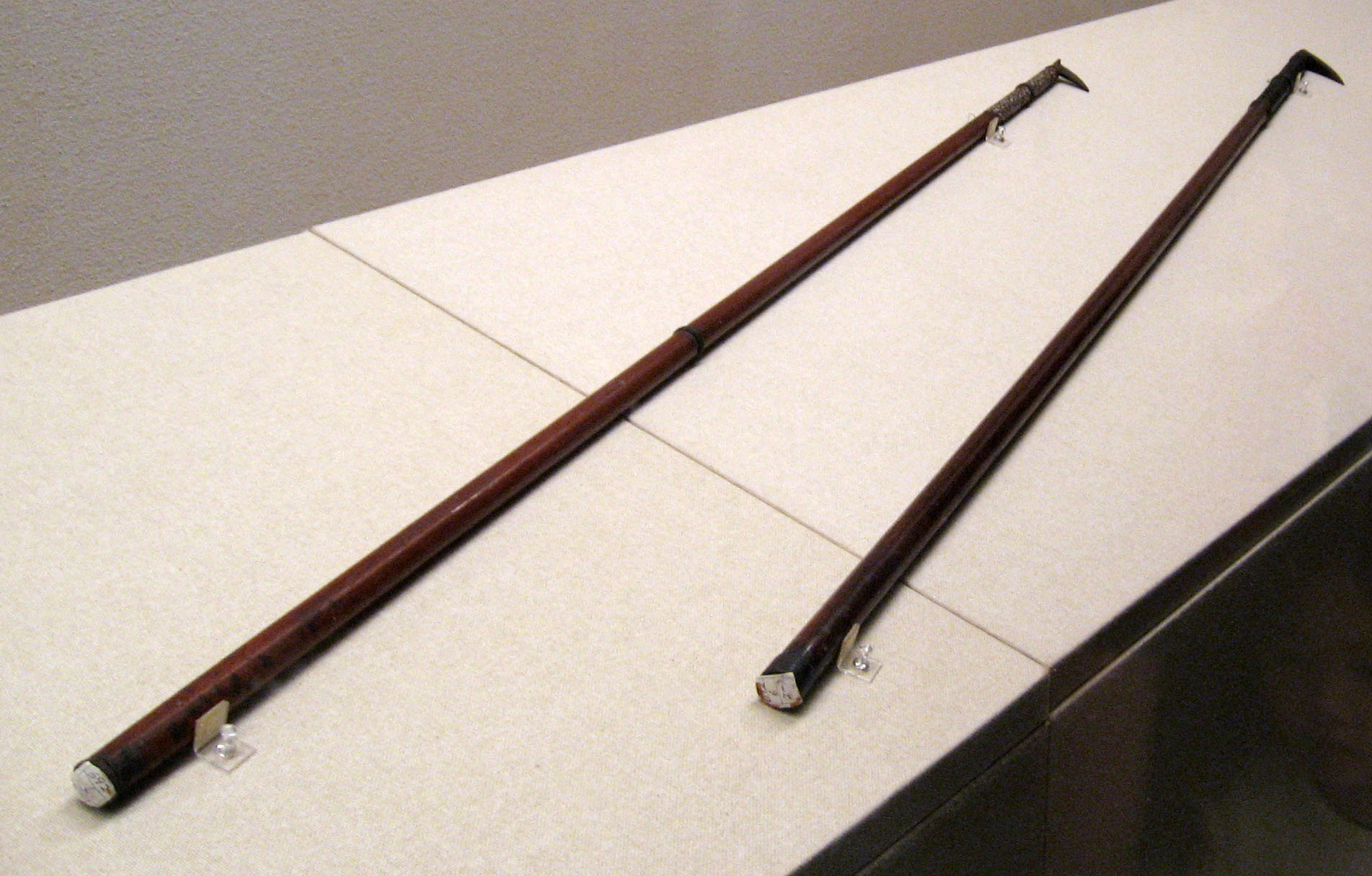
鳶口

- 鳶職（建設業において、高所での作業を専門とする職人）
- 鳶口（トビのくちばしの様な形状の鉤を棒の先に取り付けた器具）
- 鳶が鷹を産む（平凡な親が優れた子が生む事を指すことわざ）
- 鳶に油揚げをさらわれる（大切なものや、本来自分のものになる筈のものを突然横取りされ、呆気にとられる様子を指すことわざ）
- 鳶も居ずまいから鷹に見える（立ち居振舞いが上品であれば、どんな人間でも立派に見えるという意味のことわざ）
- とんび（和装用の外套の一種。インバネスコートのケープ部分の形状からこのように呼ばれた）